# Championnat du Swaziland de football 1998-1999
Navigation
Édition précédente Édition suivante
La saison 1998-1999 du Championnat du Swaziland de football est la vingt-troisième édition de la Premier League, le championnat national de première division au Swaziland. Les quatorze équipes engagées sont regroupées au sein d'une poule unique où elles affrontent deux fois leurs adversaires, à domicile et à l'extérieur. En fin de saison, pour permettre le passage du championnat de 14 à 12 équipes, les quatre derniers du classement sont relégués et remplacés par les deux meilleurs clubs de deuxième division.
C'est le club de Manzini Wanderers qui remporte la compétition cette saison après avoir terminé en tête du classement, avec trois points d'avance sur le tenant du titre, Mbabane Highlanders et quatre sur Mbabane Swallows. C'est le quatrième titre de champion du Swaziland de l'histoire du club.

## Participants
- Mbabane Highlanders
- Denver Sundowns
- Manzini Wanderers
- Royal Leopards
- Mhlume United
- Mhlambanyatsi Rovers
- Moneni Pirates
- Mbabane Swallows
- Lavumisa FC - Promu de D2
- Umbelebele FC
- C&M Eagles FC
- Eleven Men in Flight
- Green Mamba
- Nkomanzi Sundowns - Promu de D2

## Compétition

### Classement
Le classement est établi sur le barème de points suivant : victoire à 3 points, match nul à 1, défaite à 0.
| Rang | Équipe                  | Pts | J  | G  | N  | P  | Bp | Bc | Diff |
| ---- | ----------------------- | --- | -- | -- | -- | -- | -- | -- | ---- |
| 1    | Manzini Wanderers       | 48  | 26 | 13 | 9  | 4  | 50 | 28 | +22  |
| 2    | Mbabane Highlanders'T'C | 45  | 26 | 12 | 9  | 5  | 37 | 21 | +16  |
| 3    | Mbabane Swallows        | 44  | 26 | 12 | 8  | 6  | 49 | 31 | +18  |
| 4    | Royal Leopards          | 42  | 26 | 11 | 9  | 6  | 38 | 29 | +9   |
| 5    | Mhlume United           | 39  | 26 | 10 | 9  | 7  | 34 | 32 | +2   |
| 6    | Green Mamba             | 38  | 26 | 9  | 11 | 6  | 35 | 23 | +12  |
| 7    | Mhlambanyatsi Rovers    | 37  | 26 | 11 | 4  | 11 | 39 | 35 | +4   |
| 8    | Eleven Men in Flight    | 37  | 26 | 10 | 7  | 9  | 34 | 32 | +2   |
| 9    | Denver Sundowns         | 36  | 26 | 9  | 9  | 8  | 37 | 30 | +7   |
| 10   | Nkomanzi SundownsP      | 34  | 26 | 9  | 7  | 10 | 24 | 30 | -6   |
| 11   | Moneni Pirates          | 29  | 26 | 7  | 8  | 11 | 31 | 39 | -8   |
| 12   | Umbelebele FC           | 28  | 26 | 6  | 10 | 10 | 33 | 49 | -16  |
| 13   | C&M Eagles FC           | 23  | 26 | 6  | 5  | 15 | 21 | 39 | -18  |
| 14   | Lavumisa FCP            | 12  | 26 | 3  | 3  | 20 | 26 | 70 | -44  |

|  | Champion du Swaziland 1998-1999                                                           |
|  | Qualification pour la Coupe de la CAF 1999                                                |
|  | Qualification pour la Coupe de la CAF 2000                                                |
|  | Relégation directe en deuxième division                                                   |
|  | T : Tenant du titre C : Vainqueur de la Coupe du Swaziland P : Promu de deuxième division |

## Qualifications continentales 1999
Du fait de la fin tardive du championnat (après la clôture des inscriptions pour les compétitions continentales), c'est le classement à mi-parcours, à la fin des matchs aller, qui est utilisé. Le Swaziland n'engage pas de club en Coupe des Coupes 1999.
| Rang | Équipe               | Pts | J  | G | N | P | Bp | Bc | Diff |
| ---- | -------------------- | --- | -- | - | - | - | -- | -- | ---- |
| 1    | Manzini Wanderers    | 26  | 13 | 7 | 5 | 1 | 26 | 11 | +15  |
| 2    | Royal Leopards       | 24  | 13 | 7 | 3 | 3 | 24 | 15 | +9   |
| 3    | Green Mamba          | 23  | 13 | 6 | 5 | 2 | 18 | 12 | +6   |
| 4    | Eleven Men in Flight | 21  | 13 | 6 | 3 | 4 | 23 | 15 | +8   |

- Manzini Wanderers, pourtant qualifié pour la Ligue des champions de la CAF 1999, choisit de ne pas s'y inscrire. Aucun club du pays ne prend la place laissée vacante.

## Bilan de la saison
| Championnat du Swaziland de football 1998-1999                        |                              |
| Champion                                                              | Manzini Wanderers (4e titre) |
| Coupes et trophées                                                    |                              |
| Vainqueur de la Coupe du Swaziland 1998-1999                          | Mbabane Highlanders          |
| Qualifications continentales                                          |                              |
| Ligue des champions de la CAF 1999                                    | Aucun                        |
| Coupe des Coupes 1999                                                 | Aucun                        |
| Coupe de la CAF 1999                                                  | Royal Leopards               |
| Coupe de la CAF 2000                                                  | Mbabane Highlanders          |
| Promotions et relégations                                             |                              |
| Promus en Premier League                                              | Young Buffaloes FC           |
| Promus en Premier League                                              | Gege Happy Stars FC          |
| Relégués en Championnat du Swaziland de football de deuxième division | Moneni Pirates               |
| Relégués en Championnat du Swaziland de football de deuxième division | Umbelebele FC                |
| Relégués en Championnat du Swaziland de football de deuxième division | C&M Eagles FC                |
| Relégués en Championnat du Swaziland de football de deuxième division | Lavumisa FC                  |